# Sten Sture den ældre
Sten Sture (Sten Gustavsson (Sture), mest kendt som Sten Sture (den ældre); født ca. 1440, død 14. december 1503) var en svensk statsmand og rigsforstander fra 1470-1497 og 1501-1503, ridder, høvedsmand over Stockholm.
Sten Sture besejrede Christian 1. i Slaget ved Brunkebjerg 10. oktober 1471. Han måtte i 1497, stærkt svækket af en krig mod Rusland, overgive magten til Kong Hans af Danmark efter at Hans besejrede Sten Sture i slaget ved Rotebro den 28. september 1497. Sten Sture greb igen efter magten da Hans blev svækket efter nederlag i Ditmarsken år 1500, og Sten Sture belejrede slottet i Stockholm, hvor Hans' dronning Christine befandt sig. 9. maj 1502 måtte de overgive sig kun tre dage før Hans nåede frem med forstærkninger, og dronningen blev holdt fængslet til året efter.
Han var gift med Ingeborg Ågesdatter Thott.